# 大好き!日向坂46〜芸能界おひさま化計画&ライブ映像蔵出しSP〜
『大好き!日向坂46〜芸能界おひさま化計画&ライブ映像蔵出しSP〜』（だいすき!ひなたざかふぉーてぃーしっくす〜げいのうかいおひさまかけいかくあんどらいぶえいぞうくらだしすぺしゃる〜）は、2020年からひかりTVで不定期で配信されている日向坂46の冠スペシャル番組である。
第1弾は2020年11月1日・12月6日にひかりTV とdTVチャンネル で配信。
第2弾は2022年3月29日・4月23日にひかりTVで配信された。

## 概要
第1弾は芸能界で日向坂46のことをもっともっと幅広く認知してもらうために芸能人の皆様に日向坂46のファン、通称”おひさま”になって頂こうと日向坂46にまつわるクイズや過去のライブ映像を通して日向坂46の歴史を振り返り、日向坂46をより深く知っていただくためのスペシャル番組。番組で呼ばれた芸人さんは「芸能界おひさま化計画 捕獲芸人」と呼ばれ、事前に番組から支給された日向坂46に関する資料等で勉強してもらい実際にどれだけ”おひさま化”したかを確認していく。
また、メンバーが改名前のけやき坂46時代に行われたライブ「ひらがなけやき日本武道館3DAYS!!」や日向坂46として幕開けの舞台となった「日向坂46デビューカウントダウンライブ」など4公演の映像をメンバーが見ながら振り返る。
第2弾は「全国おひさま化学園」を舞台に”世間的にはまだまだ知られていない日向坂46の事を授業形式で知ってもらう”企画と、日向坂46のメンバーが過去ライブの映像を見ながら振り返る企画の2つで構成されている。
当番組はテレビ東京で放送されている「日向坂で会いましょう」のスタッフで制作されている。

## 出演者
- 日向坂46
  - 1期生：潮紗理菜、影山優佳、加藤史帆[注 1]、齊藤京子、佐々木久美、佐々木美玲、高瀬愛奈、高本彩花、東村芽依
  - 2期生：金村美玖[注 2]、河田陽菜、小坂菜緒、富田鈴花[注 3]、丹生明里、濱岸ひより、松田好花、宮田愛萌、渡邉美穂[注 4]
  - 3期生：上村ひなの、髙橋未来虹、森本茉莉、山口陽世

### 第1弾
- MC
  - 柴田英嗣（アンタッチャブル）
- 芸能界おひさま化計画 捕獲芸人様
  - 児嶋一哉（アンジャッシュ）[注 5]
  - エイトブリッジ[注 6]
  - 坪倉由幸（我が家）[注 7]
  - ティモンディ[注 8]
  - 納言
  - アンゴラ村長（にゃんこスター）
  - 佐藤満春（どきどきキャンプ）

### 第2弾

#### 前編
- MC（担任）
  - 柴田英嗣（アンタッチャブル）
- パネラー
  - ヒコロヒー
  - 布川ひろき（トム・ブラウン）
  - きつね
  - DJ KOO

#### 後編
- MC（担任）
  - ヒコロヒー
- パネラー
  - ダイアン
  - 中岡創一（ロッチ）
  - みちお（トム・ブラウン）
  - 土佐卓也（土佐兄弟）

## 内容

### 第一弾（2020年11月1日・12月6日）

#### 芸能界おひさま化計画クイズ!
捕獲芸人の皆様には事前に日向坂46の歴史が書かれた「日向坂46ストーリー」や番組が独自にまとめた基本情報、 映画「3年目のデビュー」を配布し日向坂46に関して1週間猛勉強し日向坂46に関するクイズに挑戦。クイズは「創世記」「激動期」「転換期」「成長期」の4ブロックに分かれ、それぞれの時期のグループもしくはメンバーに起こった出来事について出題される。1問正解ごとに10P獲得、優勝者には推しメンからのプレミアムな賞品が贈呈される。
| ブロック名 | 期間                                                                               |
| ---------- | ---------------------------------------------------------------------------------- |
| 創世記     | 「けやき坂46」が誕生した”2015年11月”〜「日本武道館3DAYS」が行われた”2018年2月”     |
| 激動期     | 二期生が加入した”2017年8月”〜「走り出す瞬間」ツアーが行われた”2018年8月”           |
| 転換期     | 欅共和国2018が行われた”2018年7月”〜ひらがなくりすます2018行われた”2018年12月”      |
| 成長期     | 「けやき坂46」から「日向坂46」に改名してからデビュー以降の”2019年1月”〜”2020年 - ” |

#### 日向坂46ライブ映像蔵出しSP〜メンバーと振り返る思い出〜
日向坂46のメンバーがそれぞれの時期の蔵出し映像を見ながら思い出を振り返る。
| 時期   | 映像内容                                | メンバー                       |
| ------ | --------------------------------------- | ------------------------------ |
| 創世記 | けやき坂46 日本武道館3DAYS!!            | 潮紗理菜・佐々木美玲・高瀬愛奈 |
| 激動期 | けやき坂46「走り出す瞬間」ツアー2018    | 河田陽菜・佐々木久美・富田鈴花 |
| 転換期 | けやき坂46 ひらがなくりすます2018       | 丹生明里・渡邉美穂・上村ひなの |
| 成長期 | 日向坂46 デビューカウントダウンライブ!! | 高本彩花・佐々木美玲・金村美玖 |

### 第2弾（2022年3月29日・4月23日）

#### 全国おひさま化学園
「全国おひさま化学園」を舞台にメンバーが自ら教壇に立ち、授業を行って日向坂46の魅力を伝えていく。
|       | 先生     | 教科 | 学ぶ内容                                                      |
| ----- | -------- | ---- | ------------------------------------------------------------- |
| 1限目 | 加藤史帆 | 歴史 | 日向坂46の歴史（2019年2月から現在までの日向坂46の歴史）       |
| 2限目 | 丹生明里 | 音楽 | 日向坂46のLIVEを10倍界王拳楽しめる方法を勉強                  |
| 3限目 | 齊藤京子 | 理科 | 第2のキョコロヒーを生み出すべく日向坂46×芸人の化学反応を実験! |

|       | 先生       | 教科 | 学ぶ内容                                                                                   |
| ----- | ---------- | ---- | ------------------------------------------------------------------------------------------ |
| 1限目 | 高瀬愛奈   | 英語 | 今後のグローバルな活動に必要な英語力を身に付ける                                           |
| 2限目 | 佐々木久美 | 国語 | 国語表現力テスト（国語の表現力や発想力が試される問題を出題。持ち前の国語力を活かして回答） |
| 3限目 | 金村美玖   | 美術 | 人物デッサン                                                                               |
| 4限目 | ヒコロヒー | 体育 | ハンドボール                                                                               |

#### 休み時間
日向坂46のメンバーが思い出の蔵出し日向坂46ライブの映像を鑑賞。
| 映像内容                                                                                           | メンバー                         |
| -------------------------------------------------------------------------------------------------- | -------------------------------- |
| 日向坂46 3rdシングル発売記念 ワンマンライブ（2019年9月26日、さいたまスーパーアリーナ）             | 高本彩花・金村美玖・齊藤京子     |
| ひなくり2019〜17人のサンタクロースと空のクリスマス〜（2019年12月17日・18日、幕張メッセ国際展示場） | 佐々木久美・丹生明里・河田陽菜   |
| HINATAZAKA46 LIVE Onlinr,YES! with YOU!〜”22人”の音楽隊と風変わりな仲間たち〜（2020年7月31日）     | 佐々木美玲・濱岸ひより・山口陽世 |
| ひなくり2020〜おばけホテルと22人のサンタクロース〜（2020年12月24日）                               | 富田鈴花・松田好花・潮紗理菜     |

## 配信リスト
| #   | 配信日        | 芸能界おひさま化計画 捕獲芸人様                         |
| --- | ------------- | ------------------------------------------------------- |
| 1-1 | 2020年11月1日 | 児島一哉、エイトブリッジ、納言 、アンゴラ村長、佐藤満春 |
| 1-2 | 2020年12月6日 | 坪倉由幸、ティモンディ、納言 、アンゴラ村長、佐藤満春   |

| #   | 配信日        | 日向坂46の事を一緒に学んでもらう系列の高校の生徒さん                         |
| --- | ------------- | ---------------------------------------------------------------------------- |
| 2-1 | 2022年3月29日 | ヒコロヒー、 布川ひろき（トム・ブラウン）、きつね、DJ KOO                    |
| 2-2 | 2022年4月23日 | ダイアン、中岡創一（ロッチ）、みちお（トム・ブラウン）、土佐卓也（土佐兄弟） |

## スタッフ

### 第1弾
- 企画：秋元康
- ナレーター：岸尾だいすけ
- 構成：水野将良、安部裕之、あないかずひさ、清山智之
- SW : 神尾淳
- CAM：中澤宏
- 音声：谷口健二
- 照明 : 香川和代
- 美術：矢野雄一郎
- デザイン：安倍彩
- アクリル装飾：國母淳一
- 大道具：清水愛
- 電飾：下地邦弥
- アレンジ：安藤岳
- メイク：アートメイク・トキ
- 編集：一ノ瀬勝
- MA：小野夏実
- CG：SWEAT
- 撮影協力：スウィッシュ・ジャパン、IMAGICA、プログレッソ
- 美術協力：フジアール
- 協力：Y&N Brothers
- AD：荒川貴洋、野田智大、須藤貴史、丹野紗彩香
- AP：桑原友香、羽場愛
- ディレクター：関谷司、倉橋雄亮、有働可奈子、大石橋健太
- プロデューサー：長尾真
- チーフプロデューサー：寺嶋貴樹、草山広丞
- エグゼクティブプロデューサー：田中智則
- 制作協力：Seed & Flower
- 制作：ケイマックス
- 制作・著作：ひかりTV

### 第2弾
- 企画：秋元康
- ナレーター：山崎岳彦
- 構成：水野将良、安部裕之、あないかずひさ、清山智之
- SW : 神尾淳
- CAM：羽鳥慎一郎
- 音声：谷口健二
- VE：横川友之
- 照明 : 根建勝広
- 美術：矢野雄一郎
- デザイン：安倍彩
- アクリル装飾：國母淳一
- 大道具：畠山茂
- 電飾：下地邦弥
- アレンジ：安藤岳
- メイク：アートメイク・トキ
- 音効：吉田達朗
- 編集：奥河内晋作
- MA：小野夏実
- 撮影協力：スウィッシュ・ジャパン、IMAGICA、プログレッソ
- 美術協力：フジアール
- 協力：Y&N Brothers
- AD：友成知里、須藤貴史、立田悠介、黒川美澄妃、松井香耶
- AP：羽場愛、桑原友香
- ディレクター：関谷司、倉橋雄亮、大石橋健太、桐越慎二、松本茂之、荒川貴洋
- プロデューサー：長尾真
- チーフプロデューサー：草山広丞
- エグゼクティブプロデューサー：田中智則
- 制作協力：Seed & Flower
- 制作：ケイマックス
- 制作・著作：ひかりTV